# Eleição da sede da Copa do Mundo de Futebol Feminino de 2023
O processo de eleição da sede da Copa do Mundo de Futebol Feminino de 2023 foi uma licitação usada pela Federação Internacional de Futebol (FIFA) para selecionar o anfitrião do mundial feminino em 2023. Houve duas candidaturas finais de três países que buscavam sediar a competição: a da conjunta Austrália–Nova Zelândia e da Colômbia. Em 25 de junho de 2020, a candidatura combinada da Austrália e da Nova Zelândia venceu oficialmente a candidatura para sediar a Copa do Mundo Feminina.

## Antecedentes
Ao todo, oito países anunciaram a intenção de se candidatar para ser sede da Copa do Mundo de Futebol Feminino de 2023, chegando assim a um número recorde de candidaturas da história do torneio, desde sua primeira edição em 1991. O processo de inscrições seguiu até o dia 16 de abril de 2019. Os projetos seriam apresentados ao público no dia 4 de outubro de 2019, quando até então era a data limite para a apresentação de documentação confirmando as candidaturas e uma votação seria feita em Miami, nos Estados Unidos, estando prevista inicialmente para março de 2020. Entre os candidatos estão três países da América (Argentina, Brasil e Colômbia), dois da Ásia (Coreia do Norte/Coreia do Sul e Japão), um país da África (África do Sul) e dois da Oceania (Austrália e Nova Zelândia, que viriam a se juntar em seguida).
Em 31 de julho de 2019, a FIFA resolveu acelerar o prazo de oficialização de candidaturas, previstos para terminar em outubro, antecipando para o mês de agosto do mesmo ano a confirmação dos nove países interessados, devido a ampliação no número de equipes. Também foi adiado o processo de votação, passando para o mês de maio de 2020, mas mantido o local da decisão, além de reabrir o processo da apresentação de mais candidatos na disputa. Com a mudança, os projetos serão apresentados ao público agora no mês de dezembro de 2019. Aproveitando o anúncio, até o momento apenas o Brasil confirmou a real intenção de ser sede da próxima edição, apesar de já estar inscrito desde 19 de março de 2019. O país já sediou duas vezes a edição masculina da copa com sucesso (1950 e 2014), podendo aproveitar os estádios já existentes e usados na ultima competição e também aproveita a crescente popularidade do futebol feminino, além de ter sido palco de importantes torneios mundiais, como o caso dos Jogos Olímpicos de Verão de 2016 no Rio de Janeiro. Após a proposta de prorrogação para apresentação de documentos, houve a saída da Bolívia do pleito, sendo assim, o número de candidaturas cai para oito, incluindo a candidatura conjunta das Coreias. A Bélgica, que chegou a mostrar interesse em agosto, desistiu logo em seguida. Em seguida, houve a saída da África do Sul, Argentina e da candidatura conjunta das Coreias.
Em dezembro de 2019, a FIFA confirmou os países candidatos a receber esta edição: Brasil, Colômbia, Japão e a candidatura conjunta entre Austrália e Nova Zelândia. A escolha da sede ocorreu na reunião do Conselho da Fifa, no dia 25 de junho de 2020 em Adis Abeba, capital da Etiópia.

## Candidaturas

### Austrália e Nova Zelândia

Logotipo oficial da candidatura australiana e neozelandesa

Nenhum dos torneios adultos da FIFA foi organizado por dois países membros de confederações diferentes (Em 2006, a Austrália "mudou" de confederação, deixando a OFC e sendo efetivada na AFC, enquanto que a Nova Zelândia permaneceu). A Ásia já sediou duas edições da Copa do Mundo Feminina, a primeira em 1991 e a quinta em 2007, ambas realizadas na China. Já no torneio masculino a única edição realizada no continente foi em 2002, quando Coreia do Sul e o Japão organizaram o torneio de forma conjunta. Além disso, a próxima edição seria realizada no Catar em 2022. Apesar deste histórico recente, nenhum torneio adulto da FIFA havia sido realizado na Oceania. Seleções emergentes no cenário feminino, a proposta observou as constantes demandas do futebol feminino nos dois países, que também organizam a A-League que é a principal liga de futebol profissional dos dois países. Com uma história geopolítica e desportiva em comum, iniciada no período prévio aos Jogos Olímpicos de Verão de 1908, quando os dois Comitês Olímpicos Nacionais se juntaram e formaram o time da Australásia, que durou apenas 4 anos, sendo reforçada com a assinatura do pacto do ANZAC em 1914, que unifica as forças de defesa externa dos dois países em conflitos internacionais. Os dois interessados tem uma excelência organizacional desportiva consolidada e mundialmente reconhecida. Por ter sido anteriormente membro da OFC, a Austrália, sediou duas edições masculinas da Copa das Nações da OFC (1998 e em 2004) e 3 edições do da versão feminina do mesmo torneio (1989,1991 e 2003). Já como Asiática, a Austrália sediou a Copa da Ásia de 2015 e a Copa da Ásia de Futebol Feminino de 2006. Esta não será a primeira experiência australiana em um torneio FIFA. O país ainda sediou duas edições da Copa do Mundo FIFA Sub-20, a primeira em 1981 e a segunda em 1993. O currículo australiano na organização de outros eventos esportivos é extenso, contando com três edições dos Jogos Olímpicos de Verão, realizadas em 1956 e em 2000, além de uma futura em 2032, seguida dos Jogos Paralímpicos em 2000 e 2032, cinco edições dos Jogos da Commonwealth (1938, 1962, 1982, 2006 e a mais recente em 2018), uma edição das Surdolímpiadas de Verão em 2005 e uma quantidade diversificada de campeonatos mundiais em diversos esportes, sendo destacados os Campeonato Mundial de Esportes Aquáticos de 2007, Campeonato Mundial de Basquetebol Feminino de 1994, a Copa do Mundo de Rugby Union de 2003 e as três edições da Copa do Mundo de Netball. Este sucesso também serve para a Nova Zelândia, mas em menor escala, o país sediou 3 edições dos Jogos da Commonwealth (1950, 1974 e em 1990), uma edição das Surdolímpiadas de Verão em 1989. Tal como a Austrália, o país não é um novato em torneios da FIFA, já que sediou uma vez a Copa do Mundo FIFA Sub-17 em 1999 e a Copa do Mundo FIFA Sub-20 de 2015. O portfolio neozelandês ainda conta com uma duas edições masculinas da Copa das Nações da OFC (1973 e 2002) e três edições da versão feminina do torneio (1986,1998 e 2010), três edições da Copa do Mundo de Netball (1975,1999 e 2007), uma edição individual da Copa do Mundo de Rugby Union, realizada em 2011. Além disso, os dois países já sediaram uma edição conjunta do mesmo torneio em 1987 e duas edições da Copa do Mundo de Críquete em 1992 e em 2015. A maior parte das subsedes propostas está na Austrália (7 cidades) enquanto que outras 5 estão na Nova Zelândia. A partida de abertura seria disputada no Eden Park em Auckland, enquanto que a final seria realizada no Estádio Olímpico de Sydney.

### Colômbia

Logotipo oficial da candidatura colombiana

O país da América do Sul destacou o expressivo crescimento do futebol feminino no continente e no país, além da exaltação pela cultura local e a alta audiência das transmissões de partidas, chegando até a 90% da população colombiana. O projeto também destacou a experiência do país em eventos importantes, tais quais a Copa do Mundo de Futsal de 2016, a Copa do Mundo FIFA Sub-20 de 2011, a Copa do Mundo de Atletismo Infantil e os Jogos Centro-Americanos e do Caribe de 2018, em Barranquilla. Quanto as partidas, as sedes ficariam entre as cidades mais populosas do país como a capital Bogotá, Medellín, Barranquilla e Cáli, além de diversas cidades litorâneas.

### Desistências
Em 8 de junho de 2020, foi anunciada a retirada do Brasil na disputa pelo mundial de 2023 após uma reunião realizada pela Confederação Brasileira de Futebol (CBF). O principal motivo se deve pela falta de apoio financeiro por parte do Governo Jair Bolsonaro,[carece de fontes?] apesar do mesmo emitir uma carta de apoio a FIFA se comprometendo em oferecer a estrutura do país para o evento, além de alegar uma possível perda de favoritismo na votação pelo fato do país já ter sido sede dos grandes campeonatos de futebol e dos Jogos Olímpicos e Paralímpicos de 2016 pelo Rio de Janeiro,[carece de fontes?] alegando acúmulo de eventos e também pela crise mundial causada pela pandemia de COVID-19, o que impediria a assinatura de garantias exigidas pela FIFA. Sendo assim, a CONMEBOL foi representada pela Colômbia, que permaneceu na disputa junto com a candidatura conjunta de Austrália e Nova Zelândia e a candidatura solo do Japão, declarando apoio a candidatura da primeira.
Logo em seguida, em 22 de junho de 2020 (três dias antes da votação), foi a vez do Japão anunciar a desistência pela briga para sediar a competição. Os motivos principais foram a crise mundial causada pela pandemia de COVID-19, mesmo motivo pelo que tirou a candidatura do Brasil pelo mundial feminino. O país sediou os Jogos Olímpicos e Paralímpicos de 2020, que foram transferidos para 2021 por conta da pandemia. Sendo assim, restaram apenas as candidaturas da Colômbia e a conjunta de Austrália e Nova Zelândia.

### Postulantes
- África do Sul: Retirou sua candidatura em dezembro de 2019;[15]
- Argentina: Apresentou formalmente uma manifestação de interesse, mas não foi incluída nas propostas finais;[16][17]
- Bélgica: Chegou a demonstrar interesse, porém desistiu em agosto de 2019. Além disso, estaria inelegível pelo fato da Copa do Mundo de Futebol Feminino de 2019 ter sido na França, o que impediu qualquer interesse por parte de federações filiadas a UEFA;[18]
- Bolívia: Foi listada como candidato pela FIFA em agosto de 2019, mas não estava mais presente na atualização de setembro de 2019;[18]
- Coreia do Norte/ Coreia do Sul: A candidatura conjunta e possivelmente individuais foram retiradas em 13 de dezembro de 2019, não havendo acordo entre a FIFA e os governos nacionais sobre a criação de um comitê organizador.[19]

## Processo de escolha
Os países foram avaliados em três quesitos:
- Segurança
- Saúde, serviços médicos e controle de dopagem
- Aspectos comerciais

Cada país recebeu uma nota de 0 a 5 nesses quesitos. Porém, no dia 19 de junho de 2020, a COMNEBOL e a Colômbia emitiram uma carta aberta a FIFA acusando a entidade de preconceito por conta das avaliações do país nos três quesitos, além de considerar que a afirmação de que "os hospitais colombianos de maneira geral não prestam serviços de urgência conforme os serviços sanitários internacionais, e os pacientes com quadros graves poderiam ter que ser transferidos para outro país", considerando uma afirmação ofensiva e que os hospitais colombianos possuem uma das estruturas mais avançadas da América do Sul. Nas avaliações, a Austrália e Nova Zelândia receberam uma avaliação de 4.1 pontos, a então candidatura do Japão recebeu uma nota de 3,9 e a Colômbia recebeu uma nota de apenas 2,8. Na carta, a entidade alega uma avaliação equivocada e sem fontes comprobatórias sobre as situações do país.
Em 25 de junho de 2020, a candidatura conjunta da Austrália e da Nova Zelândia foram escolhidas como sede da Copa do Mundo de Futebol Feminino de 2023, depois de uma parcial de votação acirrada, já que a Colômbia recebeu a maioria dos votos da UEFA (exceto Inglaterra) e da CONMEBOL, enquanto que a candidatura dupla de Austrália e Nova Zelândia receberam os votos da OFC, CONCACAF, AFC e CAF.

## Resultados da eleição

Ópera de Sydney reproduzindo imagens de torcedores e jogadoras após o anúncio da escolha da Austrália e Nova Zelândia como sedes do Mundial de 2023

| IX Copa do Mundo de Futebol Feminino Congresso Ordinário da FIFA 25 de junho de 2020, em Adis Abeba (Etiópia) |              |       |
| Países candidatos                                                                                             | Rodada única | %     |
| Austrália · Nova Zelândia                                                                                     | 22           | 59,45 |
| Colômbia | 13           | 35,13 |
| Votos recusados                                                                                               | 2            | 5,4   |
| Abstenções | 0            | 0     |
| Total | 37           | 100   |